# Лахтинская улица (Санкт-Петербург)
Ла́хтинская у́лица — улица в Петроградском районе Санкт-Петербурга. Проходит от Большого проспекта Петроградской стороны до Чкаловского проспекта.

## История
Улица возникла в 1730-х годах на территории строений Копорского гарнизонного полка и первоначально пролегала между нынешними Большим и Малым проспектами Петроградской стороны, тогда как территория за Малым проспектом (северо-западнее него) оставалась не застроенной до 1770-х годов. С конца XVIII века называлась Петровой улицей (по фамилии домовладельца) или Андрея Петрова улицей (в исторических документах — именно в такой форме, с названием в начале), с начала 1820-х годов более употребительным стал вариант Петровская улица. В 1804—1817 годах называлась также и 11-й улицей. Названа Лахтинской 16 апреля 1877 года по названию посёлка Лахта близ Санкт-Петербурга (ныне включён в территорию города).
Подполковник Андрей Фёдорович (встречаются варианты — полковник, Андрей Петрович) Петров, владевший в середине XVIII века домом в начале нынешней Лахтинской улицы (на месте современного торгового центра), был также придворным певчим. После его кончины его жена Ксения (Аксинья) Григорьевна (по другой версии — Ксения Ивановна, урождённая Григорьева) стала юродивой и впоследствии, согласно преданию, творила добрые дела и чудеса, благодаря чему получила известность как Ксения Петербургская (канонизирована в 1988 году).
Застройка улицы оставалась деревянной до конца XIX века, когда началась массовая застройка Петроградской стороны каменными доходными домами.

## Здания и достопримечательности

### От Большого до Малого проспекта Петроградской стороны
Нечётная сторона
- № 1 / № 60 по Большому проспекту — 1890, архитектор Г. А. Соловьёв.

Между домами № 1 и № 3 находится сквер с детской площадкой. Обращённая к нему глухая стена дома № 3 когда-то была художественно оформлена изображениями берёз, теперь просто закрашена.
- № 3 — доходный дом В. Т. Тимофеева (1906, архитектор Н. И. Иванов)[2]. С сентября 1906 до мая 1907 года в кв. № 44 этого дома, на последнем пятом этаже, окнами во двор-колодец, жил Александр Блок — впервые отдельно от родителей, с молодой женой Любовью Дмитриевной. Ряд стихов Блока этого периода навеян впечатлениями от жизни в этой квартире: «На чердаке», «Окна во двор», «Хожу, брожу понурый», «Я в четырёх стенах» и др. В этот же период им написана пьеса «Незнакомка». В настоящее время здание является объектом культурного наследия, однако в 2023 году собственник одного из помещений на первом этаже прорубил дверные проёмы на месте окон, а в 2024-м Фонд капитального ремонта демонтировал исторические двери под замену на пластиковые[3][4].
- № 5 — участок особняка А. П. Букналл. Сохранились лишь ворота и ограда в стиле модерн, спроектированные предположительно архитектором К. К. Шмидтом, перестраивавшим особняк в 1903 году[5].

Между домами № 3 и № 7 находится не застроенный озеленённый участок, принадлежащий Институту имени Турнера.
- № 7 — особняк Я. В. Герца (1884, архитекторы В. Р. Бернгард и П. Н. Батуев).
- № 9 — доходный дом И. Я. Малкова (здание в стиле эклектики, 1903—1904, архитектор П. Н. Батуев)[6]. В кв. № 12 в 1932—1942 годах и 1945—1949 годах жил искусствовед и культуролог Д. С. Лихачёв.
- № 11 / № 57 по Малому проспекту / № 30 по ул. Ленина — собственный доходный дом архитектора В. А. Косякова (здание в стиле модерн, 1902).

Чётная сторона
- № 2 / № 56 по Большому проспекту — сюда до Великой Отечественной войны выходила восточная часть крупного доходного дома (№ 1/56 по соседней Гатчинской улице), разрушенная в годы блокады. Вплоть до конца XX века здесь находился небольшой сквер. В 2002 году религиозная община «Приход церкви Святой Блаженной Ксении Петербуржской» обратилась в КГА с тем, чтобы получить место для строительства церкви во имя св. Ксении с музеем и школой при ней. Им выделили участок на углу Лахтинской улицы и Большого проспекта, как оказалось, уже отданный застройщику — в 2003—2005 годах на месте сквера ООО «Атлас» построило многоэтажный торговый центр (руководитель проекта А. В. Титов)[7]. В 2009 году под строительство церкви Блаженной Ксении отрезали другой участок — на месте дома № 17, между домами 15 и 19 по этой же улице, — что привело к конфликту с местными жителями[8][9].
- № 4,  памятник архитектуры (вновь выявленный объект)[10] — дом А. В. Макушевой (здание в стиле модерн, 1904, архитектор С. В. Баниге).
- № 8 — доходный дом П. В. Никитина (1903—1904, архитектор Н. А. Дрягин, перестроен в 1911 году архитектором П. В. Резвым).
- № 10—12 (левый корпус).  памятник архитектуры (вновь выявленный объект)[10] — бывший приют детей-калек и паралитиков Общества попечения о бедных и больных детях — «Синий крест» под патронатом Великой княгини Елизаветы Маврикиевны. Приют был основан в 1890 году, консультантом-ортопедом был приглашён Г. И. Турнер. В 1899—1902 годах существовавший деревянный дом был надстроен, а рядом по проекту гражданского инженера П. Ю. Майера было возведено каменное здание. В правом корпусе находилась церковь Богоматери Всех Скорбящих Радости (освящена епископом Нарвским Иннокентием 2 февраля 1902 года). В 1911—1914 годах по указаниям Г. И. Турнера по проекту архитектора Н. С. Бродовича было построено новое здание клиники, соответствовавшее требованиям госпитального строительства и уровню ортопедической науки того времени. Одновременно А. А. Оль отремонтировал и расширил домовую церковь. Вскоре приют получил статус лечебно-воспитательного дома. Церковь в 1919 году сделана приходской, в 1927 году закрыта. В 1932 году Дом физически дефективных детей был преобразован в Институт восстановления трудоспособности физически дефективных детей и подростков (ныне это Научно-исследовательский детский ортопедический институт имени Г. И. Турнера[11]); в 1968 году он был переведён в город Пушкин.
- № 14 — доходный дом, здание в стиле эклектики, 1903, архитектор О. Л. Игнатович[12]. В этом доме в 1916—1917 годах жила писательница М. В. Ямщикова, писавшая под псевдонимом Ал. Алтаев.
- № 16 — вплотную к этому дому на углу Лахтинской улицы и Малого проспекта в 2000-е годы возведено 9-этажное здание со стеклянной надстройкой в стиле хай-тек.

### От Малого до Чкаловского проспекта
Нечётная сторона
- № 15 — современный 4-этажный жилой дом с мансардой, построенный в начале 2000-х годов на месте снесённого двухэтажного дома, в котором ранее располагался детский сад, а затем контора Госстраха.
- № 17 — одноэтажная пристройка к дому № 19 была снесена для освобождения места под строительство церкви Ксении Петербургской. Одновременно более чем вдвое (с 0,23 до 0,11 га)[13][14] была урезана площадь прогулочной и детской площадки, находившейся между домами № 15, № 19 и обратным фасадом сталинского «Дома Союза писателей» (№ 34 по улице Ленина; квартира № 23 на втором этаже этого дома — последний ленинградский адрес Анны Ахматовой (с 1961 года)[15], в этом же доме жил поэт и писатель Вадим Шефнер[16]). В декабре 2010 года несмотря на многочисленные протесты жителей частично на прогулочной площадке перед «Домом Союза писателей» и частично на месте снесённого дома № 17 началось строительство церкви Святой Блаженной Ксении. После начала установки строительных свай по соседнему дому пошли трещины, в результате чего стройку временно заморозили, а проект решили скорректировать[17][18] — однако вскоре строительство было продолжено по первоначальному проекту, осенью 2014 года церковь была подведена под купола.
- № 19 — доходный дом (1903, техник Л. В. Богусский). В этом доме в 1923—1949 годах жил языковед Д. В. Бубрих.
- № 23 — доходный дом (1896, архитектор С. П. Кондратьев; 1903, архитектор В. К. Вейс).
- № 25 / № 21 по Чкаловскому проспекту — доходный дом Н. П. Куликова (1911, архитектор А. Р. Гавеман). Во время Первой мировой войны в доме находилась фабрика хирургических инструментов. В 1917 году здесь жил А. В. Луначарский.

Чётная сторона

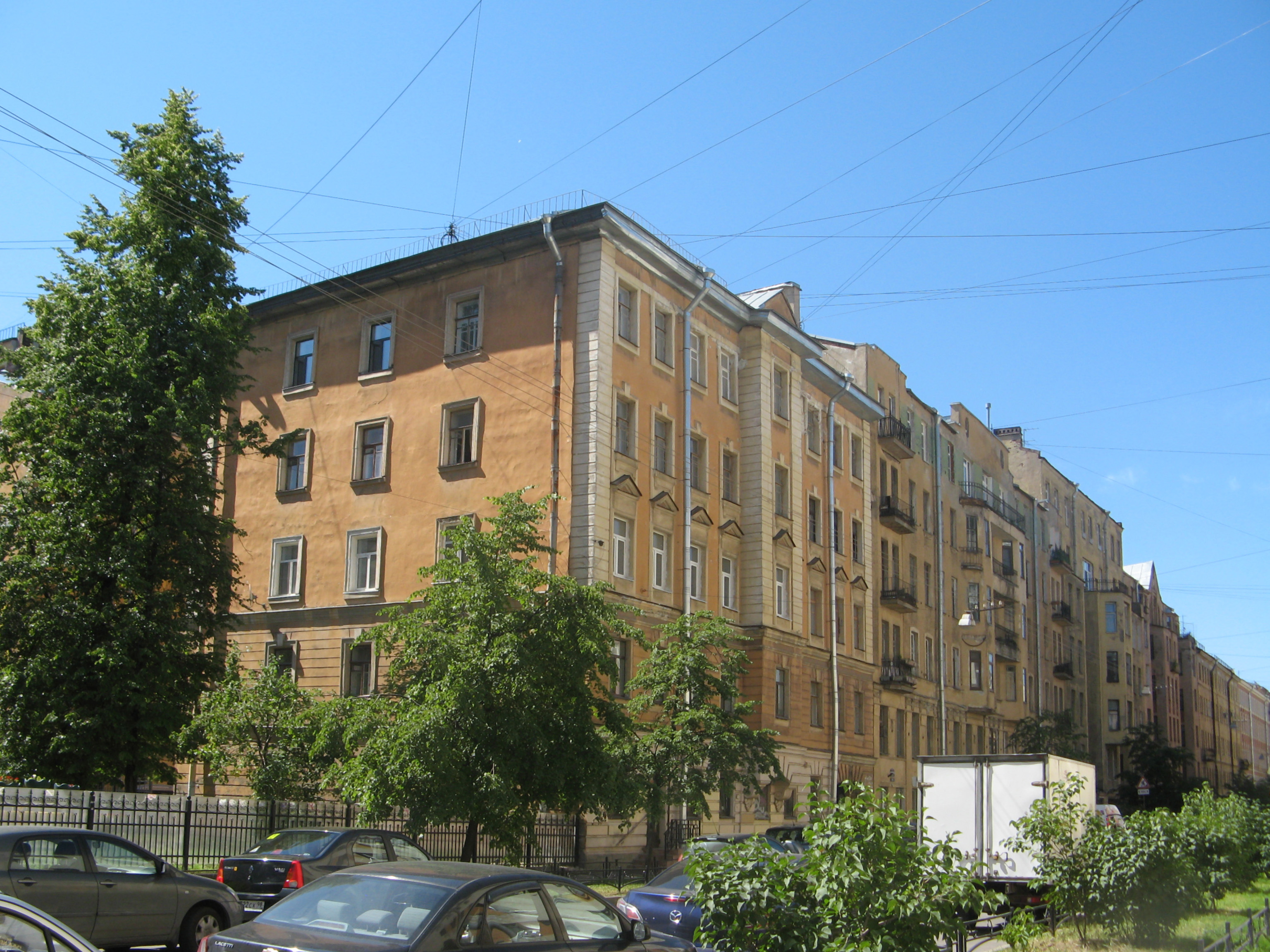
Лахтинская улица, д. № 18 и сквер

- № 18 — доходный дом (1901, техник Л. В. Богусский). Рядом с этим домом на углу Малого проспекта находится сквер с детской площадкой, принадлежащий детскому саду № 80, расположенному в доме № 19—21 на соседней Гатчинской улице.
- № 20 — доходный дом (1909, архитектор К. Н. де Рошефор; 1913, архитектор П. П. Бук). Тамбур входной двери украшали витражи из цветного и бесцветного фацетного стекла в медной оплётке, изображавшие стилизованные цветы (похищены в октябре — ноябре 1993 года[19]).
- № 22 — доходный дом (1913, архитектор П. П. Бук).
- № 24,  памятник архитектуры (вновь выявленный объект)[10] — собственный доходный дом архитектора Александра Лишневского (1910—1911). Фасад здания украшал горельеф демона, предположительно, моделью послужил Фёдор Шаляпин в роли Мефистофеля). Горельеф был сбит с фасада здания 26 августа 2015 года по заказу бизнесмена Василия Щедрина, который мотивировал свои действия опасностью для здоровья горожан: по его мнению, горельеф был в аварийном состоянии и мог упасть на прохожих[20][21]. Сообщается, что «по чистой случайности» в тот же день мимо дома Лишневского проходил глава Петроградского районного отделения «Единой России» Андрей Бреус, который увидел обломки горельефа и заказал машину для их вывоза, приняв за строительный мусор[22]. Журналисты связывают утрату памятника с постройкой церкви Ксении Петербургской, возведение которой поддерживал единоросс Вячеслав Макаров, бывший спикер Заксобрания Петербурга. «Казаки Санкт-Петербурга» заявили, что демон оскорблял их религиозные чувства. Уничтожение скульптуры вызвало широкий резонанс среди горожан, активисты начали сбор средств на её восстановление[23][24][25]. К осени 2022 года горельеф восстановили: сохранившиеся осколки соединили, установив правильное положение при помощи 3D-моделирования. Руководил проектом реставратор Павел Игнатьев[26]. Правая рука «Мефистофеля» почти не пострадала при падении, целым осталось и изображение лица, которое имело отдельную подложку[24]. В ноябре 2022 года горельеф был включён в постоянную экспозицию «История движения в защиту Петербурга» в Центре культурного наследия петербургского отделения ВООПИиК[27]. 2 декабря 2023 копию установили на фасад здания[28].
- № 26 — доходный дом (1900, архитектор А. А. Семёнов).
- № 28 — доходный дом (1900, архитектор А. И. Гаврилов).
- № 30 — доходный дом (1903—1904, архитектор П. М. Мульханов). Здесь жили литературовед Н. О. Лернер (в 1914—1929 годах) и писатель М. М. Зощенко[29].
- № 32 / № 19 по Чкаловскому проспекту — собственный доходный дом архитектора П. М. Мульханова (1905). На втором этаже находится кожно-венерологический диспансер Петроградского района.

## В культуре
- В вымышленном доме № 40 по Лахтинской улице происходит действие рассказа Евгения Замятина «Мамай» (1920)[30].
- «Лахтинская» — название стихотворения Нонны Слепаковой[31].